# オランダ家
株式会社オランダ家（オランダや）は、千葉県に拠点を置く菓子の製造および販売を行う企業である。

## 概要
落花生やイチゴといった千葉県産の素材を使用した「楽花生パイ」「楽花生最中」などギフト商品が主力。洋菓子・和菓子ともに取り扱う。店頭ではケーキ類も販売。

## 歴史
- 1949年10月 - 木村屋として創業、パンの委託加工および和菓子の製造卸を始める[2]。
- 1964年 - オランダ屋に商号変更、洋菓子専門店を出店[2]。
- 1971年 - 株式会社に改組[2]。
- 1987年 - オランダ家に商号変更、洋菓子専門店だったところ和菓子の取り扱いも始める[2]。
- 2014年 - 東日本大震災の影響による業績下降を受け、新旧分離による経営再建を行う[3][4]。